# Torps bergbrant
Torps bergbrant este o arie protejată (arie specială de conservare — SAC, sit de importanță comunitară — SCI) din Suedia întinsă pe o suprafață de 20,3 ha, integral pe uscat.

## Localizare
Centrul sitului Torps bergbrant este situat la coordonatele 59°19′18″N 12°41′10″E / 59.3216°N 12.6861°E.

## Înființare
Situl Torps bergbrant a fost declarat sit de importanță comunitară în ianuarie 2002 pentru a proteja 1 specie de plante. Situl a fost protejat și ca arie specială de conservare în martie 2011.

## Biodiversitate
Situată în ecoregiunea boreală, aria protejată conține 2 habitate naturale: Taiga vestică, Păduri fino-scandinave bogate în ierburi cu Picea abies.
La baza desemnării sitului se află o specie protejată de  plante: Buxbaumia viridis.